# Zoe Wassilko von Serecki

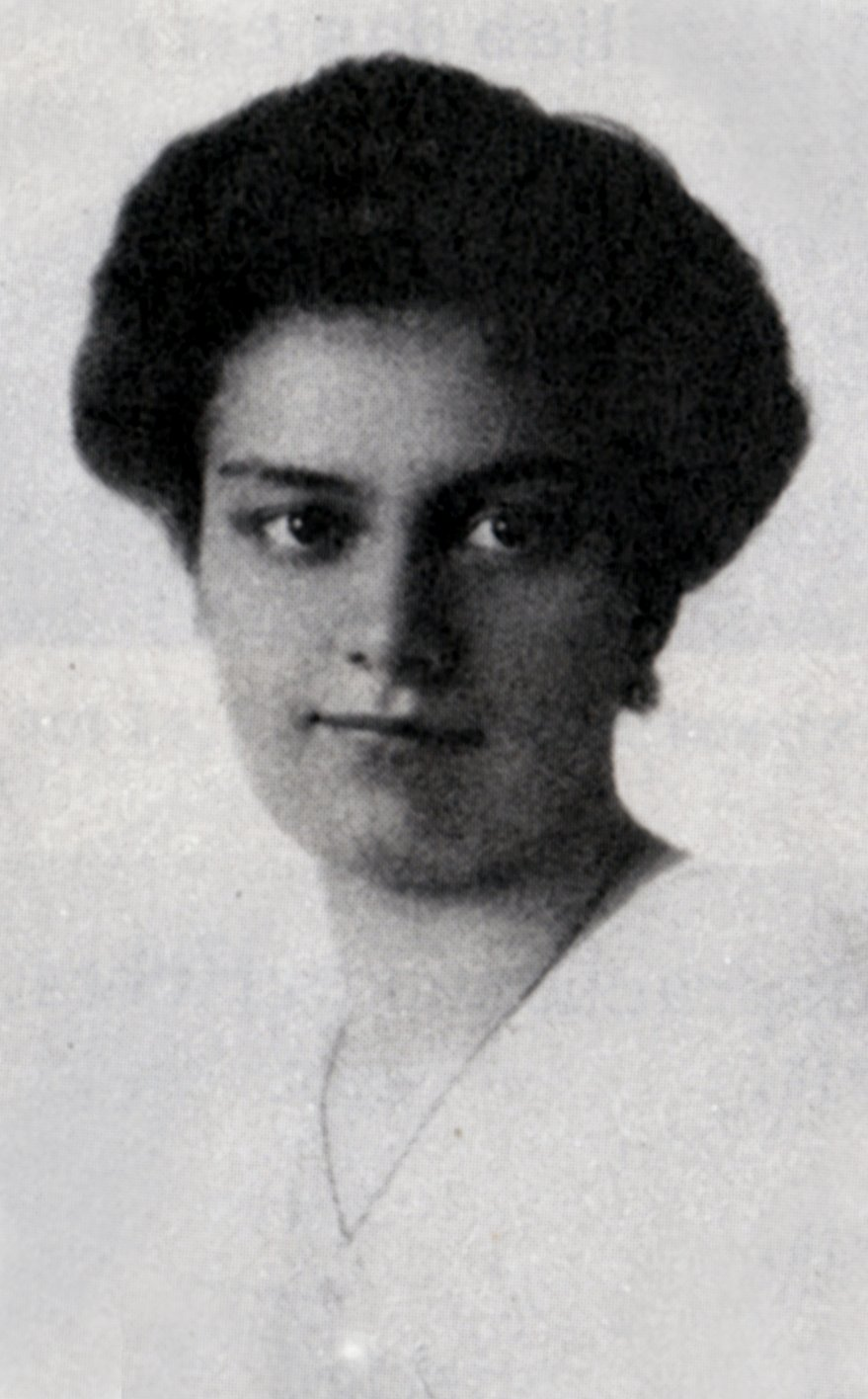
Zoë Wassilko von Serecki 1916

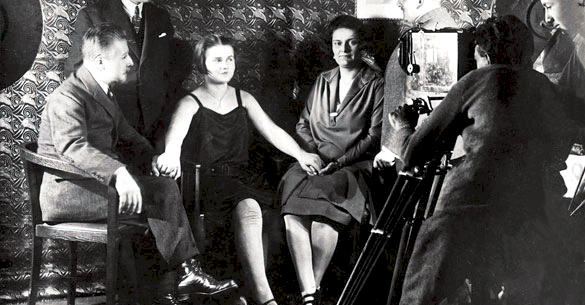
Zoe Gräfin Wassilko mit Eleonore Zugun, Filmaufnahmen parapsychologischer Phänomene 1927 in München

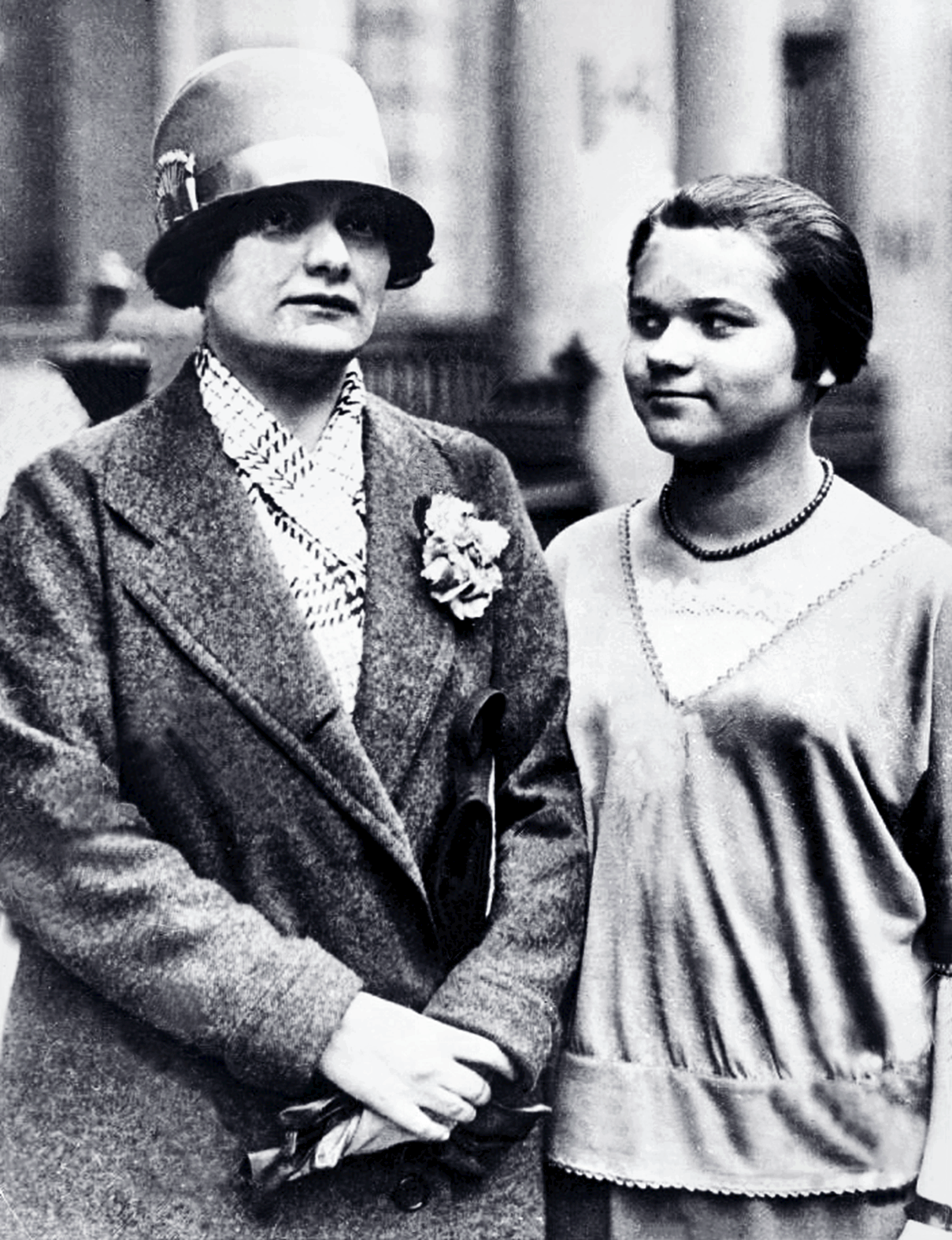
Zoe Gräfin Wassilko mit Eleonora Zugun um 1927 in Wien

Gräfin Zoe Wassilko von Serecki (auch Zoë Wassilko von Serecki, Wassilko von Serecki Zoé) (* 11. Juli 1897 in Czernowitz; † 26. November 1978 in Wien) war eine österreichische Parapsychologin und Astrologin, (Mitbe-)Gründerin und langjährige Generalsekretärin der Österreichischen Gesellschaft für Psychische Forschung, heute Österreichischen Gesellschaft für Parapsychologie und Grenzbereiche der Wissenschaften und Präsidentin der Österreichischen Astrologischen Gesellschaft. Sie entstammte dem Hochadelsgeschlecht Wassilko von Serecki.

## Leben

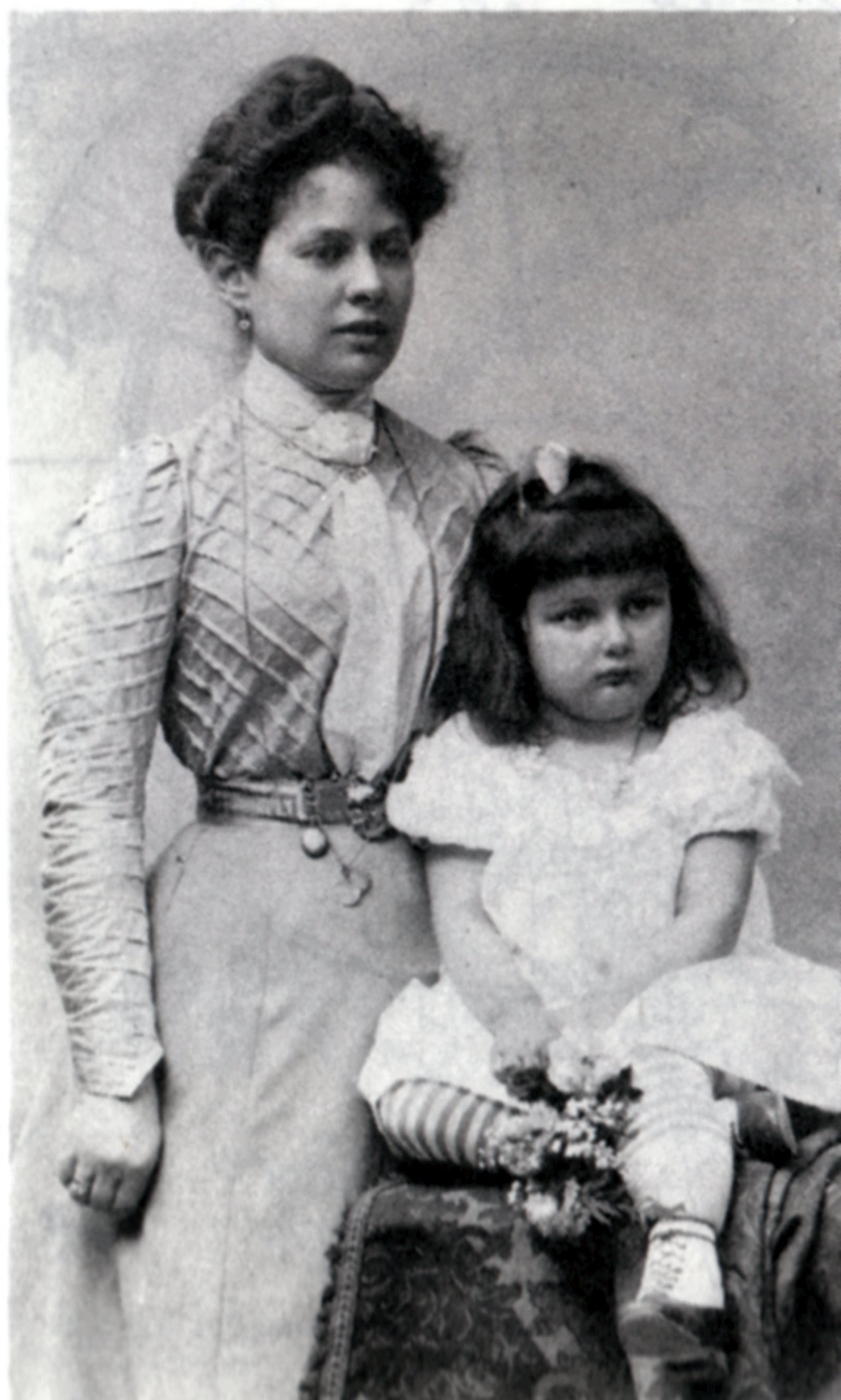
Zoe mit ihrer Mutter Rosa um 1900

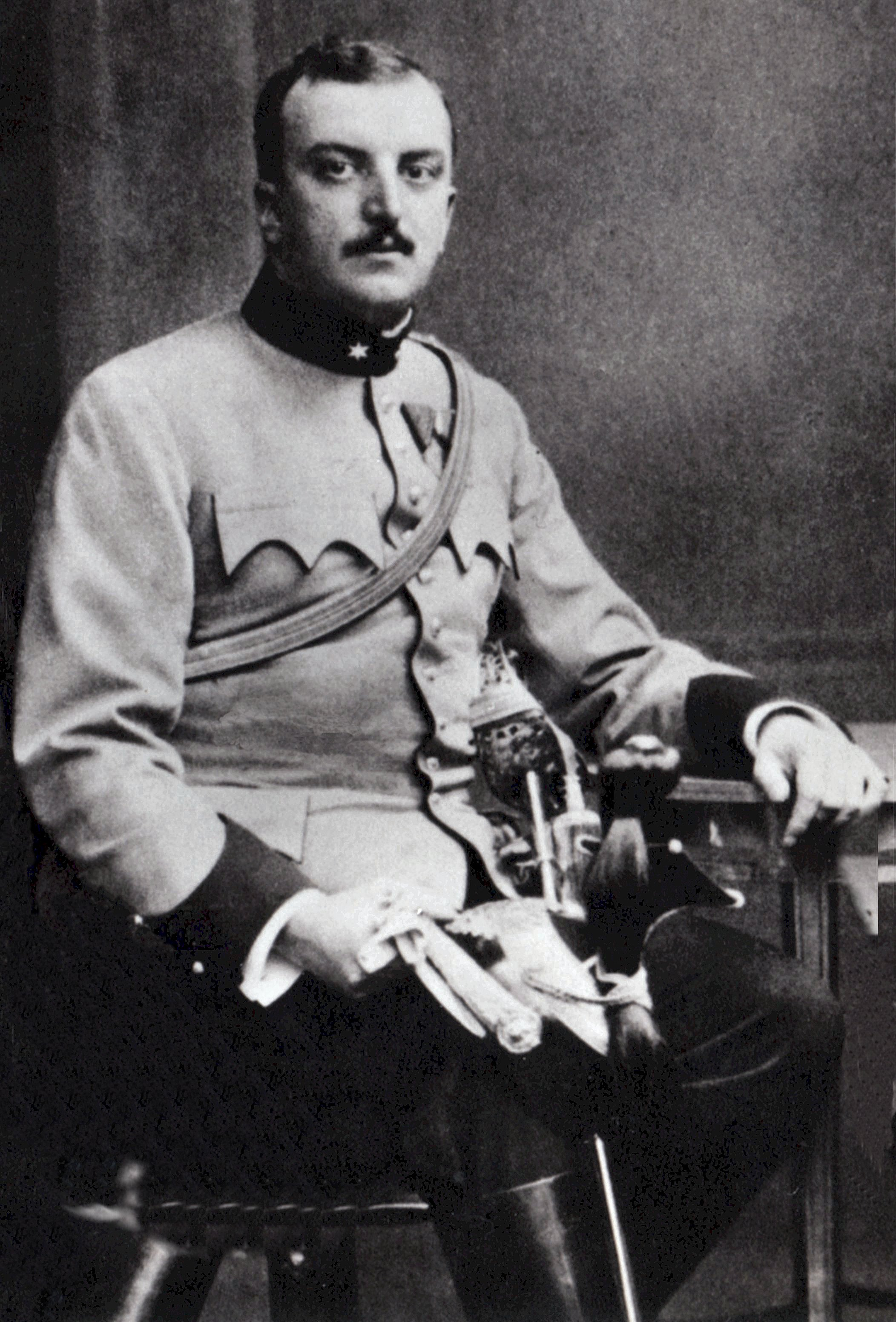
Zoes Vater, Stephan Graf Wassilko

Zoe war die Tochter von Stephan Wassilko von Serecki und Rosa geborene Freiin von Krauß. Sie besuchte nie eine öffentliche Schule, sondern erhielt Privatunterricht, wuchs zweisprachig auf (Deutsch, Rumänisch) und erhielt bereits ab 1908 Fremdsprachenunterricht in Englisch und Französisch. 1910 begann sie mit einem Privatstudium der Astronomie, 1911 mit dem der Gymnasialmathematik und -geometrie. Beide Studiengänge beendete sie 1917.
Während des Krieges 1914–1918 engagierte sie sich auch im Spital der Erzherzogin Maria Josepha im Augartenpalais, wofür Zoe mit dem Ehrenzeichen für Verdienste um das Rote Kreuz ausgezeichnet wurde.
Nach dem Zusammenbruch der Donaumonarchie blieb sie mit ihren Eltern in Wien.
Ab 1922 wendete sich Zoë Wassilko von Serecki den Gebieten der Parapsychologie und Astrologie zu. Sie hielt ab 1925 zahlreiche Vorträge zu diesen Bereichen, unternahm dabei viele Auslandsreisen. Auch schrieb sie zahlreiche Bücher und Artikel.

### Parapsychologie
Bekannt wurde die Gräfin durch die Erforschung parapsychologischer Phänomene. Ihr Paradefall war die Aufdeckung und Recherche im Spukfall der Eleonora Zugun aus Talpa (1925–1927), einem rumänischen Bauernmädchen, das angeblich vom Teufel besessen gewesen war, bei der plötzlich deutlich anschwellende Kratzer entstanden und wieder spurlos verschwanden. Weiters wurden bei ihr psychokinetische Eigenschaften attestiert. Auch stellte sie den „Dracu“, wie sie ihn nannte und der ihr das angeblich antat, zeichnerisch dar. 1926 reiste Zoe auf Einladung von Harry Price mit dem Mädchen nach London, wo dieser es ob ihrer Fähigkeiten und auftretenden Male untersuchte. Hierzu gibt es einen Film der Emelka mit Eleonora, Zoe und den beiden damals führenden deutschen Parapsychologen Traugott Konstantin Oesterreich und Rudolf Tischner, der 1927 in München zum Abschluss der Studie gedreht wurde.
Nach mehreren vergeblichen Anläufen gründete sie mit dem Physiker Hans Thirring am 2. Dezember 1927 die „Österreichische Gesellschaft für Psychische Forschung“ in Wien. Durch 38 Jahre hindurch war sie die Generalsekretärin dieser Gesellschaft (die allerdings während der NS-Zeit nicht bestand, aber 1946 wiederbegründet wurde) und verfasste zahlreiche Publikationen in den damaligen Fachzeitschriften für Parapsychologie. Die Gesellschaft besteht heute noch unter dem Namen Österreichische Gesellschaft für Parapsychologie und Grenzbereiche der Wissenschaften.
Beim Spukfall Zugun hat Gräfin Wassilko auch psychoanalytische Aspekte eingebracht; ihr später erschienenes „Eltern“-Buch ist auf psychoanalytischer Grundlage verfasst.

### Astrologie

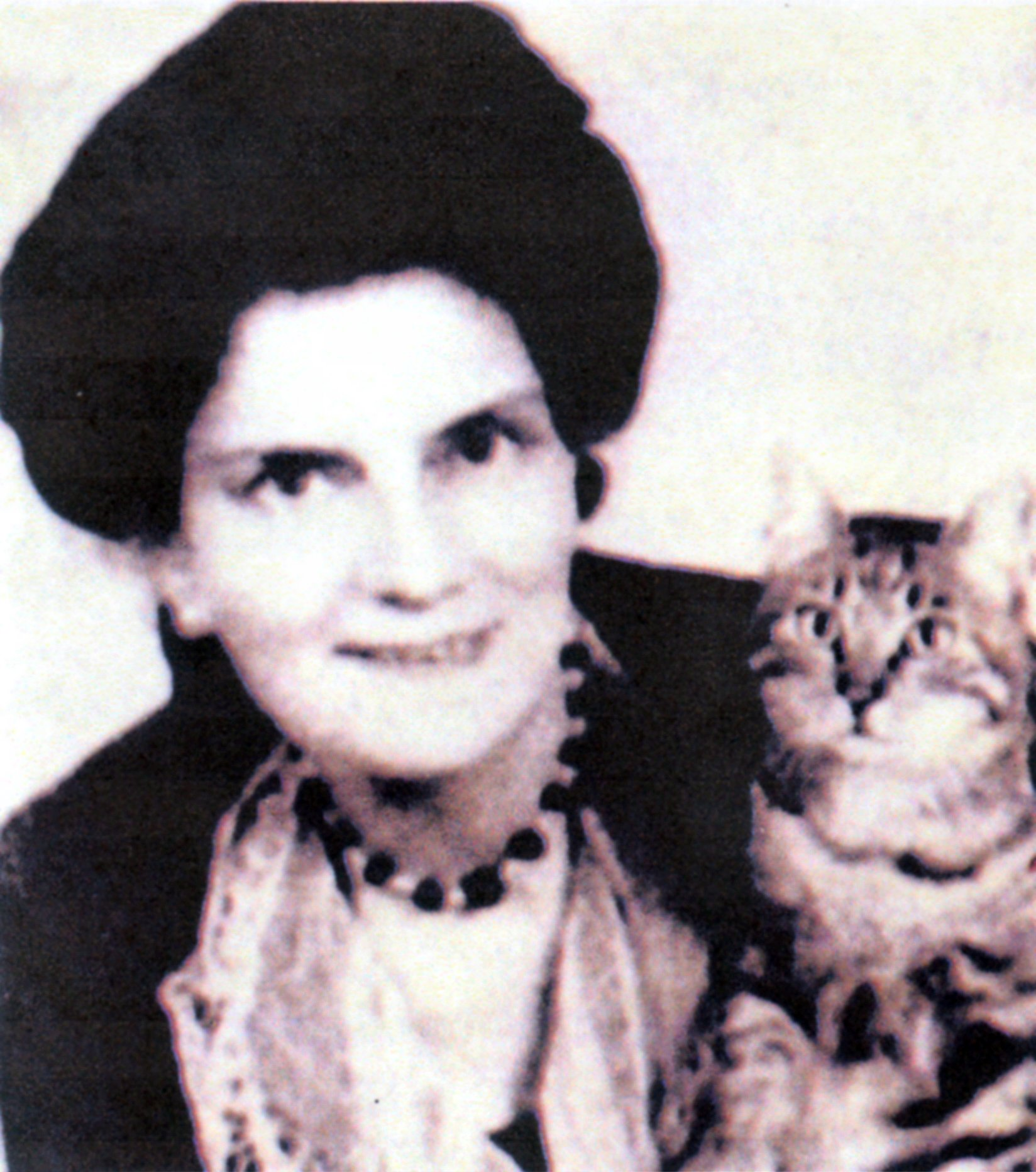
Zoe Gräfin Wassilko nach 1940

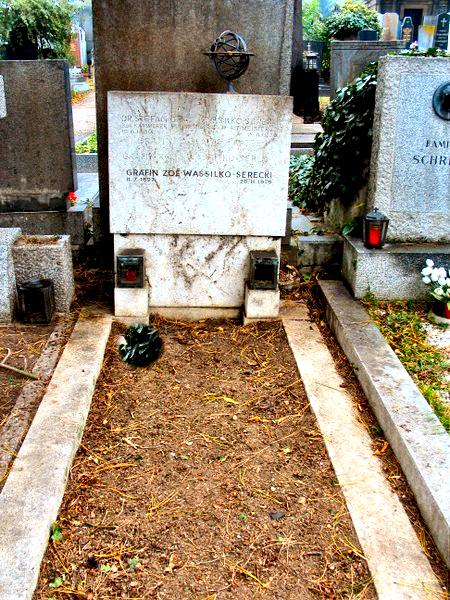
Grab von Stefan, Rosa und Zoe Wassilko-Serecki in Grinzing, Gruppe 11 Reihe 2 Nr. 11

Später wandte sie sich der Astrologie zu. Zoe war schon vor dem Zweiten Weltkrieg Vizepräsidentin der Österreichischen Astrologischen Gesellschaft (ÖAG). Während der NS-Zeit wurden beide Gesellschaften verboten, nach dem Krieg wurde sie – zusammen mit Wilhelm Knappich – Wiederbegründerin der ÖAG, 1949 deren Präsidentin. Dieses Amt hatte sie bis 1974 inne, als sie krankheitsbedingt zurücktrat.
Sie war engagierte Vertreterin der traditionellen Astrologie, die behauptet, dass exakte astrologische Prognosen möglich seien und lehnte sowohl die Kosmobiologie als auch die psychologische Astrologie ab.
1955 gab sie ein Protokoll zum Tod des Kronprinzen Rudolf in Mayerling ab.
Zoe Wassilko war eine große Tierfreundin. Zeitlebens hielt sie Katzen und war auch eine Zeitlang im Wiener Tierschutzverein aktiv tätig.
Sie ist im Familiengrab in Wien auf dem Friedhof in Grinzing beerdigt.
Ihr Schüler Sandor Belcsak, von 1977 bis zu seinem Tod 1999 Präsident der Gesellschaft, übergab in den 1990er Jahren zahlreiche Unterlagen aus dem Nachlass an Michael Graf Wassilko von Serecki, einen Neffen, Sohn ihres Cousins Georg, der die Astrologie in ihrem Sinne fortführt.

## Schriften
- Der Spuk von Talpa, Beyer Verlag, Leipzig-Zürich-Wien 1926, 62 S.
- Die trigonometrische Berechnung der Häuserspitzen nach Regiomontanus, Campanus und Placidus, Zenit, 1. Jhg. 1930
- Eltern, wie sie sein sollen, Beyer Verlag, München, 1933
- Winke zur Horoskop-Deutung anhand von 21 Beispielen (mit loser Beilage: 21 Beispiel-horoskope aufgezeichnet nach Placidus), Astrologischer Verlag Wilhelm Becker, Berlin-Steglitz, 1936;
- Wesen und Grundlage der astrologischen Prognose. Reihe „Astrologische Studienhefte“ der Kosmobiosophischen Gesellschaft e. V. Hamburg (Hrsg.) 1953
- Warum verändert sich die Welt? Baumgartner Verlag, Warpke/Billerbeck, 1957
- Das Pendel in der Astrologie, Baumgartner Verlag, Warpke/Billerbeck (Hannover), 1956.
- Astrologische Betrachtungen über die Krebskrankheit, Baumgartner Verlag Warpke – Billerbeck (Hannover), 1956
- Tradition und Fortschritt der Klassischen Astrologie, Österreichische Astrologische Gesellschaft, Wien, 1956
- Astrologische Weisheiten – Ein Buch der klassischen Astrologie für den denkenden Menschen von heute, Baumgartner Verlag, Warpke – Billerbeck (Hannover), ohne Jahresangabe